# 教育長
教育長（きょういくちょう）は、地方教育行政の組織及び運営に関する法律の規定により、地方公共団体の長が議会の同意を得て任命する、教育行政の運営を担う職である。

## 日本の教育長
地方教育行政法第13条で、「教育長は、教育委員会の会務を総理し、教育委員会を代表する。」と規定されており、その待遇は条例において定められる。

### 教育長の選任に係る経緯について

#### 2015年の改正法施行まで
2015年3月までは、法第12条により教育長は教育委員会委員の一人とされており、教育委員長以外の教育委員会委員から教育委員会で選出されることとなっていた。教育委員会の会議の主宰者であり教育委員会の代表者である「教育委員会委員長」と「教育長」とは別の役職であった。これは歴史的かつ制度的に、教育委員会が作られた後に教育長が作られた名残りであった（後述）。

##### 1956年の法施行から1999年の地方分権一括法施行まで
1956年の法によって、都道府県においては、教育委員会議において教育長を任命し、文部大臣が承認することとなった。この背景には、思想的な対立で教育委員会が混乱した対策という意味あいがあった。市区町村においては、教育委員会議において教育委員のうちから教育長を任命し、都道府県の教育委員会が承認することとしていた。

##### 1999年の地方分権一括法施行から2015年の改正法の施行まで
1999年の地方分権の推進を図るための関係法律の整備等に関する法律により、都道府県、市区町村ともに、教育長は、当該自治体の首長によって任命された教育委員（委員長を除く）のうちから、教育委員会によって選任されることとなった（市区町村における教育委員会委員長と教育長との兼任が禁止された）。任期は、教育委員としての任期をもって教育長の任期となっていた。
しかし、教育長候補者としての教育委員はあらかじめ首長により特定されているため、首長が選任権について影響力を有していた。
一括法により、国または都道府県の承認を経る手続きは必要なくなったが、首長に選任権があるという実態には変わりはなかった。

#### 2015年の改正法施行後の新教育長について
2015年4月1日に改正法が施行された。
これにより、教育長を教育委員長と一本化したうえで教育委員会を統括させることとして、教育長の任免を地方自治体の議会の同意を得た上で首長が直接行うこととなった。
また、任期が3年（教育委員は4年）に変更された。

### 教育長表彰（教育長賞・教育長感謝状を含む）
各都道府県教育委員会の教育長は、その都道府県が定めるところにより表彰を行う。
- 永年勤続教職員表彰  - 教職員として永年勤続した者に対する表彰。
- 教育長賞 - 教育委員会主催のコンテスト等における入賞者への賞。
- 教育長感謝状 - 都道府県立図書館への図書の寄贈（大規模なもの、或いは秀逸な図書等）。

## 米国の教育長
アメリカ合衆国では州や学区に教育委員会が設置されており、教育長も州と学区に置かれている。米国の制度では教育長は教育委員会の補佐組織（州の教育長は州教育局、学区の教育長は学区教育事務所）の長であり、教育政策に関する案を作成して教育委員会に上程し、その採否は教育委員会が決定する。教育委員会は政策・方針・基準等の決定、教育長は決定された施策の実施を役割としており、教育長と教育委員会で役割が異なる。

### 州教育長
州教育長は、州知事が州教育委員を任命して州教育委員会が州教育長を任命する場合、州知事が州教育委員を任命するが州教育長は公選の場合、州教育委員が公選で州教育委員会が州教育長を任命する場合、州知事が州教育委員も州教育長も任命する場合がある。

### 学区教育長
学区の教育長は学区教育委員会で選任され解任されるが、州教育委員会の承認を必要としている場合もある。